# نسر أناضولي (فلم)
نسر أناضولي (بالتركية: Anadolu Kartalları) هو فيلم أكشن تركي تم انتاجه في سنة 2011 وهو من بطولة إنجين آلتان دوزياتان وأوزغي أوزبيرينتشي وجغطاي أولصوي وهاندي سوباشي وإيكين توركمن. قصة الفيلم تتكلم عن قصة طيارين في عقد الستينات في قاعدة قونية. تجاوزت مبيعات الفيلم 10 ملايين ليرة، وأصبح سادس أكثر فيلم من حيث المبيعات.